# Poa siphonoglossa
Poa siphonoglossa là một loài cỏ trong họ hòa thảo, thuộc chi poa.